# Pietro Maffi
Pietro Maffi (ur. 12 października 1858 w Corteolona – zm. 17 marca 1931 w Pizie) – włoski duchowny katolicki, arcybiskup Pizy i kardynał. 

## Życiorys
Ukończył seminarium w Pawii, gdzie uzyskał doktorat z teologii. święcenia kapłańskie otrzymał w 1881. Był następnie profesorem filozofii i rektorem seminarium w Pawii. Prywatny Szambelan Jego Świątobliwości w latach 1881–1902. 
9 czerwca 1902 otrzymał nominację na biskupa pomocniczego Rawenny. Sakry udzielił mu w Rzymie kardynał Lucido Maria Parocchi. Rok później przeniesiony na urząd metropolity Pizy. W 1904 został dyrektorem watykańskiego obserwatorium astronomicznego, gdyż zajmował się nauką, w tym m.in. astronomią. Kapelusz kardynalski otrzymał w 1907. Brał udział w konklawe 1914 i 1922 roku, na których był jednym z papabile. Szczególnie duże szanse miał w 1914. Był tam jednym z faworytów, gdyż szukano kandydata bardziej liberalnego po arcykonserwatywnym pontyfikacie Piusa X. Wybrano jednak bardziej umiarkowanego kardynała Giacomo della Chiesa z Bolonii. Maffi prezentował bardzo modernistyczne poglądy, zbyt modernistyczne by zostać wybranym. Jako naukowiec popierał wystawienie pomnika Galileuszowi w Pizie, czym wywołał zgorszenie w kręgach kościelnych. W 1930 udzielił ślubu następcy tronu Włoch, księciu Umberto. Pochowany w katedrze w Pizie.